# 古賀哉子
古賀 哉子（こが やこ、1997年12月27日 - ）は、日本の元モデル・元女性アイドル・元女優であり、女性アイドルグループ・LaLuce（ラストアイドル）の元メンバーである。エヴァーグリーン・エンタテイメントに所属していた。福岡県出身。

## 略歴
ラフェイス所属時の2012年、ミスセブンティーン2012でファイナリストに進出。翌2013年にはアイドルグループ・963を結成するが2014年脱退。
久留米市立南筑高等学校卒業後の2016年、月刊くるめ主催のいちご姫コンテストでグランプリを獲得。
2017年8月27日（26日深夜）放送の「ラストアイドル」（テレビ朝日）で2人目の挑戦者として登場、暫定メンバー立ち位置No.7の相澤瑠香に勝利し、入れ替わりで暫定メンバーとなる。すべての対決が終了した12月17日（16日深夜）の放送でラストアイドル（2018年4月11日放送でLaLuceに改名）の正式メンバーに決定した。
2018年4月18日、Zepp DiverCity (TOKYO)で行われたラストアイドルファミリーのライブでLaLuceおよびラストアイドルファミリーを卒業することを発表。6月3日をもってラストアイドルファミリーを卒業。
2019年7月5日、所属事務所であるエヴァーグリーン・エンタテイメントより契約を終了したと発表された。

## 出演

### テレビドラマ
- 文学処女（2018年9月12日 - 10月31日、TBS・MBS） - 三島暁里 役[6]
- 深夜のダメ恋図鑑（2018年10月7日 - 12月9日、ABC・朝日放送テレビ） - 万季 役

### 短編映画
- もみじの約束（2019年）

### 映画
- 君は一人ぼっちじゃない（2018年） - 榊夢華 役
- 普通は走り出す（2019年10月25日公開）
- セブンティーンモーターズ（2019年12月14日公開） - 浦田日向子 役
- 血ぃともだち（2019年製作、2022年2月5日公開）

### テレビ番組
- 痛快TVスカッとジャパン（フジテレビ）
  - （2018年3月19日）
  - （2018年9月24日）
  - （2018年10月15日）

### 舞台
- Air studio プロデュース公演「DARKNESS GATE」（2018年6月9日 - 15日、TheaterSTAR FIELD）

## 書籍

### 雑誌表紙
- 週刊ヤングジャンプ（26号（2018年5月31日発売）、集英社）
- 週刊プレイボーイ（28号（2018年6月25日発売）、集英社）
- 防衛省広報誌 MAMOR（2018年11月号、扶桑社） - 記念艦三笠にて海上自衛隊の制服を着て撮影
- 雑誌フライデー（2018年10月26日発売）
- 週刊プレイボーイ（2018年11月5日発売）、集英社）